# Киянченко Михайло Степанович
Михайло Степанович Киянченко (1898, Севастополь — 24 січня 1920, Севастополь) — учасник севастопольського підпілля в роки Громадянської війни.

## Біографія
Народився в 1898 році Севастополі в сім'ї матроса. В кінці 1918 року взяв активну участь в роботі міської партійної організації. На Другій Циганській вулиці, у будинку, де жив Киянченко, була конспіративна квартира підпільного більшовицького комітету. У січні 1920 року за доносом зрадника присутні на явці члени комітету, в тому числі і М. С. Киянченко, були арештовані контррозвідкою. Їх усіх засудили до смертної кари і після тортур в ніч на 24 січня 1920 року скинули в море. 

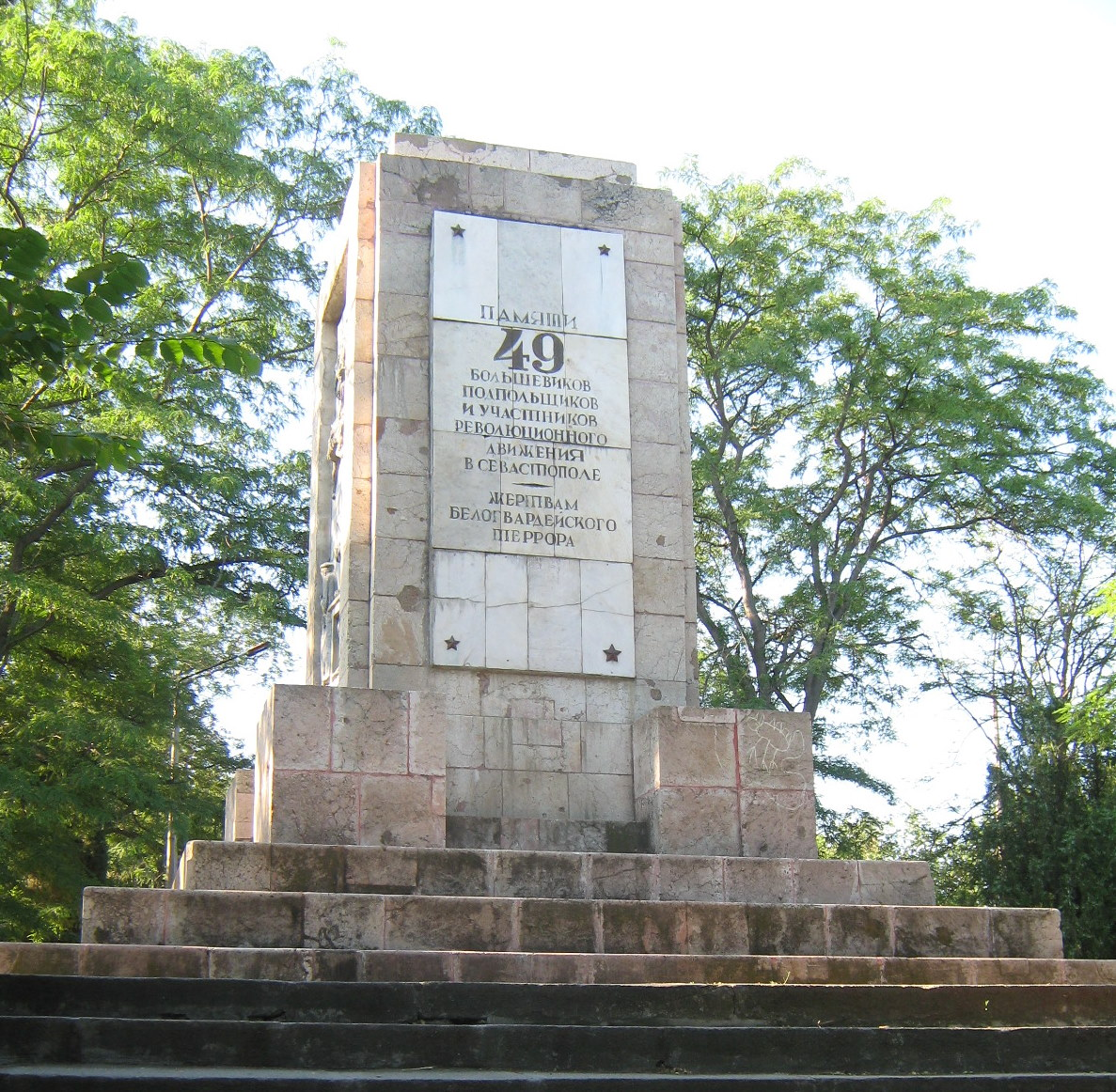
Пам'ятник 49 комунарам

Останки Михайла Киянченка після Громадянської війни перезахоронені біля південних воріт на кладовищі Комунарів у Севастополі в братську могилу. В 1937 році на ній за проектом архітектора М. А. Садовського споруджено пам'ятник.

## Пам'ять
5 березня 1938 року одна з вулиць Севастополя (колишня Друга Циганська) названа на його честь.